# Mercury Messenger
Der Mercury Messenger war ein Konzeptfahrzeug der US-amerikanischen Automobilmarke Mercury, das 2003 auf der North American International Auto Show in Detroit vorgestellt wurde. Das Auto wurde nach dem römischen Gott Merkur benannt, dem „Götterboten“ (engl. Messenger).

## Übersicht
Der Messenger war ein zweisitziges Sportcoupé, das laut damaligen Aussagen des Mercury-Designchefs Gerry McGovern auch die Designsprache zukünftiger Mercury-Modelle aufzeigen sollte. Beobachter spekulierten damals, dass der Messenger, sollte er in Serie gehen, die Plattform des aktuellen Ford Mustang mit Frontmotor und Hinterradantrieb übernehmen würde. Eine Serienproduktion erfolgte jedoch nicht, ebenso wenig hatte das Design des Messenger großen Einfluss auf folgende Mercury-Serienmodelle. Der Prototyp, der nur einen Elektromotor hatte, wurde 2009 versteigert und befindet sich seit 2010 in Besitz des US-Amerikaners Joe Bortz, der für seine Sammlung unterschiedlicher Konzeptfahrzeuge bekannt ist.

## Technik
Der Messenger sollte von einem 4,6-Liter-V8-Ottomotor angetrieben werden, der mit 466 PS (343 kW) angegeben war und über ein 6-Gang-Automatikgetriebe die Kraft auf die Hinterräder übertragen sollte. Das Fahrzeug hatte vorn 19-Zoll-Räder mit 275 mm breiten Reifen und hinten 20-Zoll-Räder mit 305 mm breiten Reifen im Turbinendesign sowie große Brembo-Bremsen. Die Gestaltung der Räder sollte auch an das Mercury-Logo mit dem „fliegenden M“ erinnern.